# Kirov (Kalužská oblast)
Kirov (rusky Киров) je město v Kalužské oblasti v Ruské federaci. Při sčítání lidu v roce 2010 měl přes jednatřicet tisíc obyvatel.

## Poloha
Kirov leží v jižní části Smolensko-moskevské vrchoviny u ústí Pesočni do Bolvy, levého přítoku Desny. Od Kalugy, správního střediska oblasti, je vzdálen přibližně 160 kilometrů jihozápadně.

## Dějiny
Kirov byl založen v roce 1745 spolu s výstavbou železárny Pesočenskij zavod. Původně se jmenoval Pesočňa' podle říčky, přičemž etymologickým základem zmíněných jmen je písek. V 19. století nechal majitel železárny, Ivan Malzov, postavit také továrnu na fajáns. V roce 1925 získala Posečňa status sídla městského typu. V roce 1936 byla povýšena na město a pojmenována k poctě Sergeje Mironoviče Kirova.
Za druhé světové války byl Kirov 4. října 1941 obsazen německou armádou. Dobyt zpět byl jednotkami Západního frontu Rudé armády 11. ledna 1942 v rámci bitvy o Ržev.

### Rodáci
- Pjotr Nilovič Děmičev (1917–2010), politik
- Jekatěrina Lvovna Atalıková (* 1982), rusko-turecká šachistka

## Kultura
Kirov je sídlem pesočenské eparchie ruské pravoslavné církve.